# Ɨ̱̀
Cette page contient des caractères spéciaux ou non latins. S’ils s’affichent mal (▯, ?, etc.), consultez la page d’aide Unicode.
Ɨ̱̀ (minuscule : ɨ̱̀), appelé I barré macron souscrit accent grave, est un graphème utilisé dans l’écriture du maijiki au Pérou. Il s’agit de la lettre Ɨ diacritée d’un macron souscrit et d’un accent grave.

## Représentations informatiques
Le I barré macron souscrit accent grave peut être représenté avec les caractères Unicode suivants :
- décomposé (latin étendu B, alphabet phonétique international, diacritiques)[1],[2],[3] :

| formes    | représentations | chaînes de caractères | points de code       | descriptions                                                                         |
| --------- | --------------- | --------------------- | -------------------- | ------------------------------------------------------------------------------------ |
| capitale  | Ɨ̱̀               | Ɨ◌̱◌̀                   | U+0197 U+0331 U+0300 | lettre majuscule latine i barré diacritique macron souscrit diacritique accent grave |
| minuscule | ɨ̱̀               | ɨ◌̱◌̀                   | U+0268 U+0331 U+0300 | lettre minuscule latine i barré diacritique macron souscrit diacritique accent grave |